# Milano Challenger 2001
Il Milano Challenger 2001, noto anche come Jameson Cup per motivi di sponsorizzazione, è stato un torneo di tennis facente parte della categoria ATP Challenger Series nell'ambito dell'ATP Challenger Series 2001. Il torneo si è giocato a Milano in Italia dal 26 novembre al 2 dicembre 2001 su campi in sintetico indoor.

## Vincitori

### Singolare
Marc Rosset ha battuto in finale  Jurij Ščukin con il punteggio di 3–6, 6–1, 6–4

### Doppio
Nicola Bruno /  Gianluca Pozzi hanno battuto in finale  Daniele Bracciali /  Federico Luzzi con il punteggio di 2–6, 7–6(2), 6–3